# Вильгельмсбург (Нижняя Австрия)
Вильгельмсбург (нем. Wilhelmsburg) — город и городская община в Австрии, в федеральной земле Нижняя Австрия. 
Входит в состав избирательного округа Санкт-Пёльтен.  Население составляет 6633 человека (на 31 декабря 2005 года). Занимает площадь 45,76 км². Официальный код  —  3 19 47.

## Политическая ситуация
Бургомистр городской общины — Херберт Хохолька (СДПА) по результатам выборов 2005 года.
Совет представителей общины (нем. Gemeinderat) состоит из 29 мест.
Распределение мест:
- СДПА занимает 17 мест;
- АНП занимает 10 мест;
- Зелёные занимают 2 места.

## Внешние ссылки
- Официальная страница  (нем.)